# Armand Petitjean (écrivain)
Pour les articles homonymes, voir Armand Petitjean.
Armand-Marcel Petitjean – qui signait généralement Armand Petitjean – (Mons (Belgique), 5 juin 1913 - Saint-Hippolyte-du-Fort, 17 juillet 2003) est un écrivain, essayiste, journaliste, éditeur et philosophe français, dont la carrière littéraire s'arrête à sa participation à la Collaboration entre 1940 et 1943.

## Biographie

### Une enfance bourgeoise
Le père qui s'appelle également Armand Petitjean, est un ingénieur commercial qui crée, avec ses deux frères, une société d'import-export au Chili. Cette aventure dure jusqu'en 1925 environ. Proche collaborateur du parfumeur François Coty, Armand Petitjean père devient le directeur général de la société Coty, puis crée lui-même l'entreprise Lancôme, en février 1935. Son fils reprendra quelque temps la direction de la société, dans les années 1960.
La famille réside à Ville-d'Avray, dans une villa voisine de celle de Jean Rostand, ami des Petitjean. La famille vit dans l'aisance.

### Une intense formation intellectuelle
Armand Petitjean est un élève brillant, maîtrisant vite de nombreuses langues. Selon l'historien Martyn Cornick, « à Santiago, au Chili, « Armandito » a une gouvernante anglaise qui lui apprend (avec sa sœur Louise) à parler couramment l’anglais ; il apprendra aussi l’allemand, l’espagnol et l’italien. »
Il suit une hypokhâgne et une khâgne au Lycée Louis-le-Grand, entre 1931 et 1933. Très tôt, il tisse un réseau de contacts dans le monde littéraire parisien. Il fréquente assidûment la librairie d'érudition d'Aron Natanson, juif roumain ayant mené des études de philosophie à l'Université de Berlin, et dont la boutique du Quartier latin, rue Gay-Lussac, était un lieu de rencontres et d'échanges intellectuels : Armand Petitjean lui demande le moyen d'entrer en contact avec des acteurs de la vie intellectuelle de cette période comme Benjamin Fondane, Vladimir Jankélévitch… Il s'intéresse à James Joyce, à la philosophie allemande, fréquente des égéries du surréalisme : Lise Deharme, Georgette Camille…
À l'issue de ses études, il obtient une licence de lettre et un diplôme de sciences politiques.

### La NRF puis l'amorce d'une dérive fasciste (1935-1940)
En février 1934, il entre en contact avec Jean Paulhan et est admis à la rédaction de La Nouvelle Revue française (NRF), à la fin de 1935. Il collabore à La NRF de 1936 à 1940. En janvier 1937, Armand Petitjean est engagé comme secrétaire de la rédaction. La même année, Jean Paulhan affirme à Gaston Gallimard que  « Petitjean est un homme de génie ; […] qu’il est, en outre, parfaitement droit et sûr ; qu’il pourrait devenir un très grand écrivain (et même qu’il le doit) ». L'écrivain Georges Hyvernaud, qui apprécie peu les articles de Petitjean sur Péguy, dans La NRF, le décrit, au début de 1940, comme « l'un des plus exaspérants chouchous de la maison ».
Il publie effectivement, dans cette période très active, quatre livres : Imagination et réalisation (1936) ouvrage de philosophie, encensé par Gaston Bachelard qui surnomme Armand Petitjean (qui a alors 23 ans) « le Rimbaud de la philosophie », Le Moderne et son prochain (1938), Présentation de Swift et Buffon. Morceaux choisis (1939).
Politiquement, il fréquente des gens fort divers, écrit dans des journaux de gauche comme Vendredi où il tient une rubrique littéraire. Marqué par l'expérience du service militaire en 1935-1936, dans un régiment de tirailleurs algériens, il est patriote, antimunichois et anticommuniste. Revenant en 1940 sur cette période, il oppose la stérilité  des « thurnes et [des] coteries de l'"élite française" : aussi bien ceux de Normale, du Quai, que des innombrables concours dans lesquels se distribue notre gloire littéraire […] privés d'inspiration et d'avenir » à son temps de régiment d'où date « la première joie que j'aie rencontrée dans ma citoyenneté ».
Il ressent de façon forte la montée des périls, ce qui le conduit vers des positions de plus en plus marquées à droite : il déclare en 1995 qu'à cette époque « Péguy était mon patron et Saint-Just, mon héros » ; pour lui, les Français « sont contestés, menacés, de partout attaqués : d'Allemagne par la Race, d'Italie par l'Empire, d'Europe par la Grande Peur, de France par la Trahison ». Il évoque la nécessité d'une « nouvelle Révolution française » et fonde ses espoirs sur la jeunesse qu'il faut mobiliser, fût-ce au prix d'une « dictature de la France » selon le titre d'un de ses articles dans La NRF, en avril 1938, qui provoque beaucoup de réactions. Il y affirme : « Nous voulons qu'on mobilise non point seulement les hommes, mais aussi les capitaux. Nous voulons des canons pour la France, des avions pour la France et un gouvernement national, nous voulons la dictature de la France sur les Français. »
Armand Petitjean oppose ainsi la jeunesse porteuse d'un espoir de révolution à « la génération des hommes de cinquante ans, formée, sclérosée par la guerre [de 1914], et à jamais saturée d'événements. »
Armand Petitjean évoque dans sa correspondance avec Jean Paulhan des rencontres avec des militants de l'extrême-droite : en février 1937, il fréquente tour à tour Gaston Bergery, du mouvement frontiste, Jean Maze, rédacteur de La Flèche de Paris, hebdomadaire bergeryste, puis, Paul Marion, du groupe « Travail et Nation », qu’il retrouvera plus tard à Vichy. Il se lie d'amitié avec Drieu la Rochelle à partir de 1937.
Malgré tout, il garde de nombreux liens avec des hommes et des revues de gauche et fonde, avec André Ulmann, en 1939, Le Courrier de Paris et de la Province, pour défendre une « révolution nationale et populaire ». Paul Nizan compte parmi ses amis et Roger Caillois, qui a fait hypokhâgne et khâgne avec lui, est un de ses plus fidèles comme l'attestent ses Carnets.
L'écrivain et philosophe Jean-Paul Sartre raille cette carrière opportuniste dans ses Situations, faisant d'Armand Petitjean l'archétype de l'écrivain médiocre des années 1930 : « Une jeunesse triste et sévère, consciente de la brièveté de sa vie, prenait sa place hâtivement dans la troupe en marche, semblable à ces gens dont le peuple dit plaisamment "qu'ils sont revenus de tout avant d'y avoir été". On vit même une curieuse espèce d'arrivistes tristes, de Julien Sorel au sang pauvre, comme Armand Petitjean, qui misait sur cette déflation pour parvenir. »

### La bataille de France et la Collaboration (1940-1943)
Il est mobilisé en 1939 et gravement blessé en 1940 devant Forbach : il perd l'usage de sa main droite, déchiquetée par l’éclat d’un obus ; il est hospitalisé à l'hôpital militaire de Marseille.
De là, il rejoint Vichy où il intègre le secrétariat d'État à l'Éducation nationale et à la jeunesse.
En 1992, il expliquera qu'il était, en 1940, dans un tel « état de fureur » qu'il souhaitait une reprise en main de la jeunesse française. Il se charge donc de la propagande en direction de la jeunesse, puis est chargé de mission par Paul Marion, secrétaire général à l’information et à la propagande, membre du PPF. À ce titre, il séjourne en Algérie, au début de 1942, persuadé que l'organisation d'une jeunesse d'un type « nouveau » y est plus facile qu'en France métropolitaine.
Il se réfère souvent à Péguy en qui il croit voir l’un des « théoriciens nationaux-populaires » dans « L’Appel de l’histoire ».
Il publie, en 1941, Combats préliminaires. Cet ouvrage réunit une série d’articles politiques parus dans la NRF depuis « Dictature de la France », avril 1938 jusqu’en mai 1941. Les derniers articles proviennent de La NRF de Drieu la Rochelle : il y parle de « réintroduire dans le grand jeu de l'Occident un pays qui paraît aussi exsangue que le soleil au bout de sa course […] un pays dont l'élite même s'est montrée dépourvue d’ambition  et dont les plus nobles composantes raciales se sont abâtardies. » Pour aboutir à ce « redressement » , Armand Petitjean souhaite une « révolution de la volonté » ; il s'adresse « à ceux des Français qui conservent encore quelque volonté de puissance ». Très appuyé par la propagande et la presse de Vichy, le livre connaît un succès et est réédité en 1942.
En 1940, Malraux et Mauriac ont refusé d'écrire dans la NRF, désormais dirigée par Drieu la Rochelle ; Gide et Éluard qui participent aux premiers numéros, s'en éloignent très vite ; Armand Petitjean, lui, continue de contribuer à la revue et fréquente beaucoup Drieu la Rochelle, avant 1943, mais il écrit à un rythme moins dense qu'avant la guerre : sept articles dans La NRF sous l'Occupation contre trente-neuf avant-guerre. Il écrit aussi dans d'autres revues (La Légion, Révolution Nationale, La Gerbe…). Cependant, ces articles marquent une radicalisation à l'extrême-droite comme cet article de mars 1943, intitulé « Sauver la race ». Il y propose la mise en place d'un « véritable Ministère de la Race française" » qui regrouperait « la Famille, le Secrétariat de la Fonction publique, le Commissariat aux Questions juives, le Service des Réfugiés, ceux de la naturalisation et de la main d’œuvre étrangère »…
Bien que participant aux activités de propagande du gouvernement de Pétain, son regard est sévère à l'égard de Vichy, mais cette critique est proche de celle des milieux parisiens de la collaboration extrême :
« Voyez plutôt leur capitale administrative, bâtie sur pilotis dans la bile de la France ; là chuchotent et paradent, se pressent et se grillent des patriotes sans patrie, des généraux sans armée, des syndicalistes sans syndicat, des doctrinaires sans foi, des conjurés sans secret, des arrivistes sans force et sans cynisme, et des banquiers fort bien pourvus. C'est là que s'est inventée la Révolution sans révolutionnaires. On y distribue frénétiquement des leviers de commande qui n'embraient plus sur rien ; et l'on y met aux enchères les menues faveurs réelles du moment : essence, laissez-passer, cartes de vivres. »

### La tentative de prise de distance (1943-1946)
Selon l'écrivain fasciste Lucien Rebatet, la prise de distance d'Armand Petitjean date d'après le débarquement américain en Afrique du Nord à la fin de 1942. Rebatet décrit une rencontre quinze jours avant ce débarquement, dans un bar de la rue de Pyramides à Paris avec un Armand Petitjean exalté faisant l'éloge de Doriot, déclarant qu'il veut « combattre les gaullistes et les Alliés », qu'« il faut créer tout de suite une légion africaine.» « Je suis prêt à me battre pour l'Afrique, aux côtés des Allemands. On doit aller jusqu'au bout de la collaboration. » Mais, toujours selon Rebatet, « Quinze jours après, c'était Alger. Je n'ai plus jamais entendu parler d'Armand Petitjean. On lui avait demandé un article littéraire pour Je suis partout. Il n'a jamais répondu ».
À partir d'août 1943, il cesse toute activité d'écriture dans la presse collaborationniste. Il est rayé des cadres du secrétariat à la jeunesse en 1944 par Vichy. Proche du giraudisme, il prétend être entré en rapport avec le BCRA dès octobre 1942 et avec l'ORA (Organisation de résistance de l'armée), organisation de résistance antigaulliste. Il fait paraître en 1944 quelques numéros d'une revue clandestine qui est à la fois, antipétainiste, antigaulliste et anticommuniste. Il tente cette impossible troisième voie entre Vichy et la Résistance en compagnie d'Angelo Tasca,. Il passe, aux yeux de certains, comme le maître à penser du jeune François Mitterrand.
Après la Libération de Paris, en 1944, il réussit à intégrer le 58e Goum (Tabors marocains) et participe aux combats de la fin de la guerre contre l'Allemagne.
Cependant, en septembre 1944, il est placé sur la liste noire du CNE (Comité national des écrivains) : Louis Aragon réclame son exécution. Dans un article des Lettres françaises, Claude Morgan dénonce le sabotage de l'épuration et s'étonne que Petitjean n'ait pas été inquiété. Armand Petitjean est soutenu par Jean Paulhan qui a l'aura d'un intellectuel résistant et reste fidèle en amitié. En 1946, il obtient un acquittement devant le Comité national d'épuration des gens de lettres.
En 1946, il fait paraître Mise à nu, ouvrage dans lequel il revient, au moins partiellement, sur cette période. Le livre est fait de courts récits, de réflexions sur l'époque et d'aphorismes. Il n'y revient pas directement sur sa trajectoire, mais s'en prend de manière générale au fanatisme, à la haine et à l'humiliation, mêlant systématiquement les victimes du nazisme et celles de l'épuration, comparant le courage des fusillés résistants à celui des miliciens. Çà et là, on trouve des allusions à « mes errements nationalistes »  et à ses erreurs, mais il s'y présente principalement comme « celui qui s'est trompé de bonne foi » L’antisémitisme transparaît de façon récurrente comme dans cette comparaison : « L'Allemand provoque sa catastrophe, s'y attend et humilie, s'en indigne et l'oublie, sensiblement comme fait le Juif pour son pogrom […] La meilleure façon pour chacun de nous de nous laisser, au choix, enjuiver ou hitlériser, c'est de faire succéder le messianisme antigermanique à l'antisémitisme apocalyptique ».
L'ouvrage est plutôt mal reçu : même le Figaro littéraire, sous la plume d'André Rousseaux, habituellement plutôt modéré, s'en prend à ce qu'il considère comme une auto-justification d'Armand Petitjean. Dans un article intitulé « La faute d’Armand Petitjean », il rappelle  que, pendant l’Occupation, « au programme d’intégration de la France à l’ordre nazi, il apportait un assentiment convaincu, des arguments péremptoires, des articles bien placés. Des pages à l’accent de manifeste se succédaient sous sa plume et alimentaient de leur flamme deux des foyers d’esprit national-socialiste les plus en vue dans l’une et l’autre zone : à Vichy, la revue Idées, cette fleur de maurrassisme éclose dans l’antichambre de Paul Marion, à Paris la Nouvelle Revue française de Drieu la Rochelle. »
Armand Petitjean abandonne alors sa carrière publique d'écrivain et ne publie presque plus rien pendant cinquante ans.
En 1995, il revient sur son parcours entre 1938 et 1944, dans la revue Esprit et déclare « regrette[r] amèrement » ses « erreurs de jugement, […] fautes politiques et une inattention humaine. »

### La vie après l'écriture
À la fin des années 1940, il travaille dans la revue Constellation. De loin en loin, il donne encore quelques articles dans la presse (Carrefour), prend position en 1956 pour l'Algérie Française avant de renoncer à intervenir sur ce sujet, consterné qu'il serait, selon lui, par l'usage de la torture.
Il entre à la direction de la société Lancôme. En 1961, Armand Petitjean père lui cède la direction de l'entreprise, société qu'il avait créée en 1935. Armand Petitjean fils revend Lancôme à L'Oréal, en 1964.
Après un premier mariage en 1944 (avec Marie-Louise de Clerval ; deux filles), il se marie en 1965, avec Colette Lavigne dont il a une fille.

### L'écologie politique
Après mai 1968, Armand Petitjean reprend une réflexion politique publique dans le domaine de l'écologie. Il crée, chez Fayard, la collection « Écologie » (1970), première collection d'écologie en France, qui deviendra plus tard « Équilibres » au Seuil.
Il est l'un des premiers à s'interroger sur la notion de « limites » (Quelles limites ?, 1974). Il participe à la création d'ECOROPA en 1976 et collabore avec Jacques Robin et Edgar Morin, à la revue Transversales (dont il est le principal animateur) et à CoEvolution.
Il est le fondateur et le principal animateur d'un « groupe international de recherche » appelé Oikos, implanté dans les Cévennes où Petitjean s'établit dès 1970 et où il demeurera jusqu'à sa mort. On le surnomme alors parfois « le sage des Cévennes ».
Sa problématique est celle des rapports entre culture occidentale et dégradation planétaire de l'environnement. Il veut donner à la question écologique une dimension spirituelle et métaphysique. Dans la revue CoEvolution, il affirme « Une civilisation se définit d'abord par son rapport à ce qui la dépasse – la religion, et se juge à ce qu'elle en fait. La nôtre est judéo-chrétienne ; et au plus ardent appel d'amour qui ait été lancé sur cette terre : "Aimez vos ennemis", nous avons répondu : Auschwitz, le Goulag, Hiroshima ». Il pense que la conscience du mal, de l'erreur d’orientation de la civilisation occidentale, poussera peut-être les Occidentaux à s'orienter vers une conscience planétaire.
Il développe l'idée d'un nouvel humanisme : « Interroger la nature pour la dépasser sans la détruire, vivre non seulement en symbiose mais en progression évolutive avec elle. La nature ne connaît pas elle-même son propre : on pourrait dire, en gardant à l’esprit le risque de la personnifier et de lui prêter des intentions qui nous conviennent, qu’elle cherche son sens à travers l’Homme. Cette conception se prêterait à la fondation d’un nouvel humanisme, voire d’une religion nouvelle, où l’Homme ne serait plus présenté comme un être programmé, mais comme une tête chercheuse de l’univers, sujet d’un double processus : celui de la création et celui de la conscience… À la limite, bien que ce ne soit pas sans risque d’incompréhension, il y a un terme que je préférerais à celui d’humanisme qui serait transhumanisme. Il nous faut toujours regarder au-delà de notre culture pour découvrir la nature et en chercher le sens ».
Il meurt en juillet 2003, après deux années de longue maladie.

#### Sur Armand Petitjean
- Cahiers Jean Paulhan no 15, Gallimard, 2010.
- Martyn Cornick, Préface à Jean Paulhan, Armand Petitjean, Correspondance 1934-1968, Gallimard, 2011.

### Œuvres
- Bibliographie assez complète sur le site de l'université de Birmingham.

#### Livres
- Imagination et réalisation, Denoël et Steele, 1936.
- Le Moderne et son prochain, Gallimard (« Les Essais », IV), mai 1938.
- Présentation de Swift, Gallimard, 1939.
- Buffon. Morceaux choisis (et préfacés par A.-M. Petitjean), Gallimard (« Les Grandes Pages de la Science »), 1939.
- Combats préliminaires, Gallimard, 1941, 1942 .
- Mise à nu, Jean Vignaud éditeur, 1946.
- Quelles Limites ? Réponses de D. Meadows, Le Club de Rome, G. Picht, réunis par A. Petitjean, Éditions du Seuil, 1973.

#### Articles
Quelques articles significatifs, avant-guerre :
- « Disponibilité de la jeunesse française actuelle », La NRF, janvier 1937, p. 27-38.
- « Les écrivains combattants d’Espagne à la Mutualité », La NRF, mars 1937, p. 473-475.
- « Actualité de Rilke », La NRF, juillet 1937, p. 147-152.
- « Dictature de la France », La NRF, avril 1938, p. 663-665.
- « Prière pour les Copains après la mobilisation de septembre 1938 », La NRF, novembre 1938, p. 757-760.
- « Fascisme antifasciste », La NRF, décembre 1938, p. 1074-1076.

Sous l’Occupation :
- « De la révolution nécessaire à la révolution possible », Idées, no 3, janvier 1942, p. 1-5.
- « Pour défendre Dakar… des camions, des avions, et des chars », La Gerbe, 8 octobre 1942.
- « L’État révolutionnaire », Écho des étudiants (Montpellier), 14 novembre 1942.
- « Sauver la race », La Légion, mars 1943, p. 8-13

Retour sur son parcours
- « De 1938 à 1945 : un parcours singulier », article paru dans la revue Esprit, no 214, août-septembre 1995, p. 218 à 224.